# Firmin Marbeau

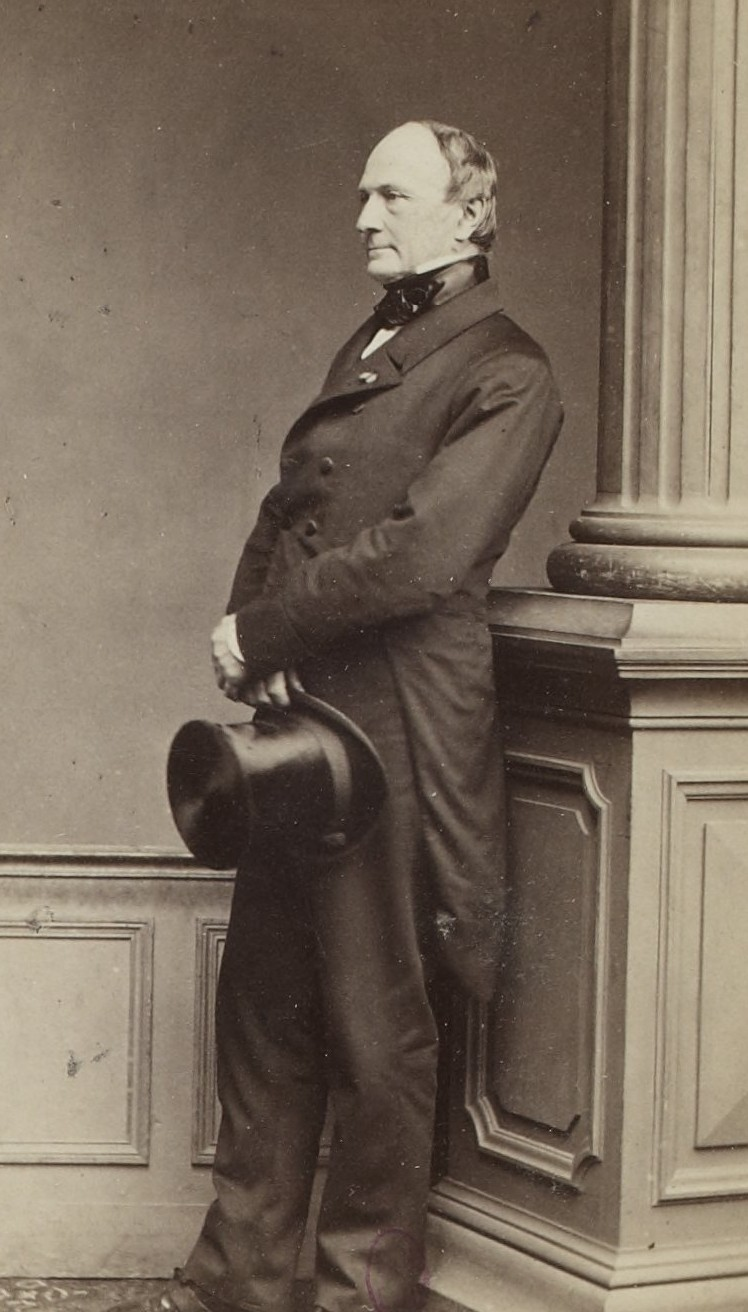
Marbeau na década de 1860

Jean Firmin Marbeau (1798 - 10 de outubro de 1875) foi um filantropo francês que foi pioneiro no movimento de crèche, um precursor da creche moderna.
Marbeau nasceu em Brive-la-Gaillarde e era advogado de profissão em Paris.  Ele é mais conhecido por fundar a primeira crèche, inaugurada em Paris em 14 de novembro de 1844.  A crèche oferecia cuidados infantis para permitir que as mães da classe trabalhadora trabalhassem fora de casa e gerou um Movimento de Creche que levou à abertura de vários estabelecimentos semelhantes na França; o conceito também influenciou o desenvolvimento da creche na América do Norte.  Marbeau escreveu vários livros promovendo o conceito e morreu em Saint-Cloud em 1875. 

## Escritos
- Politique des intérêts (1834)
- Études sur l'économie sociale (1844)
- Des crèches (1845)
- Du paupérisme en France (1847)
- De l'indigence et des secours (1850)